# Giải Alfred P. Sloan, Jr.
Giải Alfred P. Sloan, Jr. (tiếng Anh: Alfred P. Sloan, Jr. Prize) là một trong 3 giải thưởng của "Quỹ nghiên cứu Ung thư của hãng General Motors" dành cho công trình nghiên cứu xuất sắc về bệnh ung thư.
Giải này được trao từ năm 1979 tới năm 2005, với khoản tiền thưởng là 250.000 dollar Mỹ cho người đoạt giải. Sau đó vì ngân sách của hãng General Motors bị eo hẹp, nên hãng đã hợp nhất giải này cùng Giải Kettering và Giải Charles S. Mott thành một giải duy nhất gọi là "Giải nghiên cứu Ung thư của hãng General Motors" với cùng khoản tiền thưởng là 250.000 dollar Mỹ.
Năm 2006, người đoạt "Giải nghiên cứu Ung thư của hãng General Motors" là Napoleone Ferrara.
Sau năm 2006, giải thưởng nói trên của hãng General Motors đã bị bãi bỏ.
Trong số 37 người đoạt giải này, đã có 15 người đoạt tiếp Giải Nobel Sinh lý học và Y khoa hoặc Giải Nobel Hóa học.

## Các người đoạt giải
| Năm  | Người đoạt giải                                                   | Người đoạt giải                                                          |  |
| ---- | ----------------------------------------------------------------- | ------------------------------------------------------------------------ |  |
| 2005 |                                                                   | Roger D. Kornberg (đoạt Giải Nobel Hóa học 2006)                         |  |
| 2004 |                                                                   | Thomas J. Kelly,                                                         |  |
| 2004 | Bruce Stillman                                                    |                                                                          |  |
| 2003 |                                                                   | Pierre Chambon                                                           |  |
| 2003 | Ronald M. Evans                                                   |                                                                          |  |
| 2002 |                                                                   | John E. Sulston (đoạt Giải Nobel Sinh lý học và Y khoa 2002)             |  |
| 2002 | Robert H. Waterston                                               |                                                                          |  |
| 2001 |                                                                   | Elizabeth Blackburn (đoạt Giải Nobel Sinh lý học và Y khoa 2009)         |  |
| 2000 |                                                                   | Avram Hershko (đoạt Giải Nobel Hóa học 2004)                             |  |
| 2000 | Alexander Varshavsky                                              |                                                                          |  |
| 1999 |                                                                   | Robert G. Roeder                                                         |  |
| 1999 | Robert Tjian                                                      |                                                                          |  |
| 1998 |                                                                   | H. Robert Horvitz (đoạt Giải Nobel Sinh lý học và Y khoa 2002)           |  |
| 1997 |                                                                   | Paul Nurse (đoạt Giải Nobel Sinh lý học và Y khoa 2001)                  |  |
| 1996 |                                                                   | Mark M. Davis                                                            |  |
| 1996 | Tak Wah Mak                                                       |                                                                          |  |
| 1995 |                                                                   | Edward E. Harlow                                                         |  |
| 1994 |                                                                   | Mario Capecchi (đoạt Giải Nobel Sinh lý học và Y khoa 2007)              |  |
| 1994 | Oliver Smithies (đoạt Giải Nobel Sinh lý học và Y khoa 2007)      |                                                                          |  |
| 1993 |                                                                   | Hidesaburō Hanafusa                                                      |  |
| 1992 |                                                                   | Christiane Nüsslein-Volhard (đoạt Giải Nobel Sinh lý học và Y khoa 1995) |  |
| 1991 |                                                                   | Leland H. Hartwell (đoạt Giải Nobel Sinh lý học và Y khoa 2001)          |  |
| 1990 |                                                                   | Mark Ptashne                                                             |  |
| 1989 |                                                                   | Donald Metcalf                                                           |  |
| 1989 | Leo Sachs                                                         |                                                                          |  |
| 1988 |                                                                   | Yasutomi Nishizuka                                                       |  |
| 1987 |                                                                   | Robert Allan Weinberg                                                    |  |
| 1986 |                                                                   | Phillip Allen Sharp (đoạt Giải Nobel Sinh lý học và Y khoa 1993)         |  |
| 1985 |                                                                   | Robert T. Schimke                                                        |  |
| 1984 |                                                                   | John Michael Bishop (đoạt Giải Nobel Sinh lý học và Y khoa 1989)         |  |
| 1984 | Harold Elliot Varmus (đoạt Giải Nobel Sinh lý học và Y khoa 1989) |                                                                          |  |
| 1983 |                                                                   | Raymond L. Erikson                                                       |  |
| 1982 |                                                                   | Stanley Cohen (đoạt Giải Nobel Sinh lý học và Y khoa 1986)               |  |
| 1981 |                                                                   | César Milstein (đoạt Giải Nobel Sinh lý học và Y khoa 1984)              |  |
| 1981 | Wallace P. Rowe                                                   |                                                                          |  |
| 1980 |                                                                   | Isaac Berenblum                                                          |  |
| 1979 |                                                                   | George Klein                                                             |  |